# Molophilus reduncus
Molophilus reduncus är en tvåvingeart som beskrevs av Alexander 1925. Molophilus reduncus ingår i släktet Molophilus och familjen småharkrankar. Inga underarter finns listade i Catalogue of Life.